# بيرتا كاستاني
بيرتا كاستاني هي ممثلة وعارضة إسبانية ولدت في 5 نوفمبر 2002.